# It's a Pleasure
It's a Pleasure é um filme musical estadunidense de 1945, dirigido por William A. Seiter e estrelado por Sonja Henie, Michael O'Shea e Marie McDonald.

## Elenco
- Sonja Henie como Chris Linden
- Michael O'Shea como Don Martin
- Marie McDonald como Gail Fletcher
- Bill Johnson como Buzz 'Buzzard' Fletcher
- Gus Schilling como  Bill Evans
- Iris Adrian como Wilma
- Cheryl Walker como Loni
- Peggy O'Neill como Cricket
- Arthur Loft como Jack Weimar
- David Janssen como Davey (sem créditos)

## Produção
Sonja Henie havia feito nove filmes para a 20th Century Fox, sendo o último Wintertime (1943). Em dezembro de 1943, ela assinou um contrato para fazer um filme com a recém-criada International Pictures, dirigida por William Goetz, que foi chefe de produção da Fox brevemente enquanto Henie trabalhava lá. O filme faria parte da lista inicial de quatro filmes da International, no valor de US$ 5 milhões sendo distribuídos pela RKO Pictures, os outros sendo Casanova Brown, Belle of the Yukon e The Woman in the Window.
Bill Johnson estava em Something for the Boys e foi emprestado da MGM; foi sua estréia no cinema.
A International alugou duas pistas de patinação no gelo no Westwood Ice Garden e no Polar Palace em Hollywood. As filmagens começaram em 1º de agosto de 1944. Michael O'Shea foi escalado em agosto de 1944.
Em novembro de 1944, a International anunciou que faria um segundo filme com Henie, The Countess of Monte-Christo, mas esse foi lançado vários anos depois, pela Universal Pictures.

## Recepção
O New York Times chamou o filme de "fábula flácida".